# Gustave Ducoudray
Pour les articles homonymes, voir Ducoudray.
Gustave Ducoudray, né le 30 octobre 1838 à Sens et mort le 12 septembre 1906 à Paris, est un historien et pédagogue français.

## Biographie

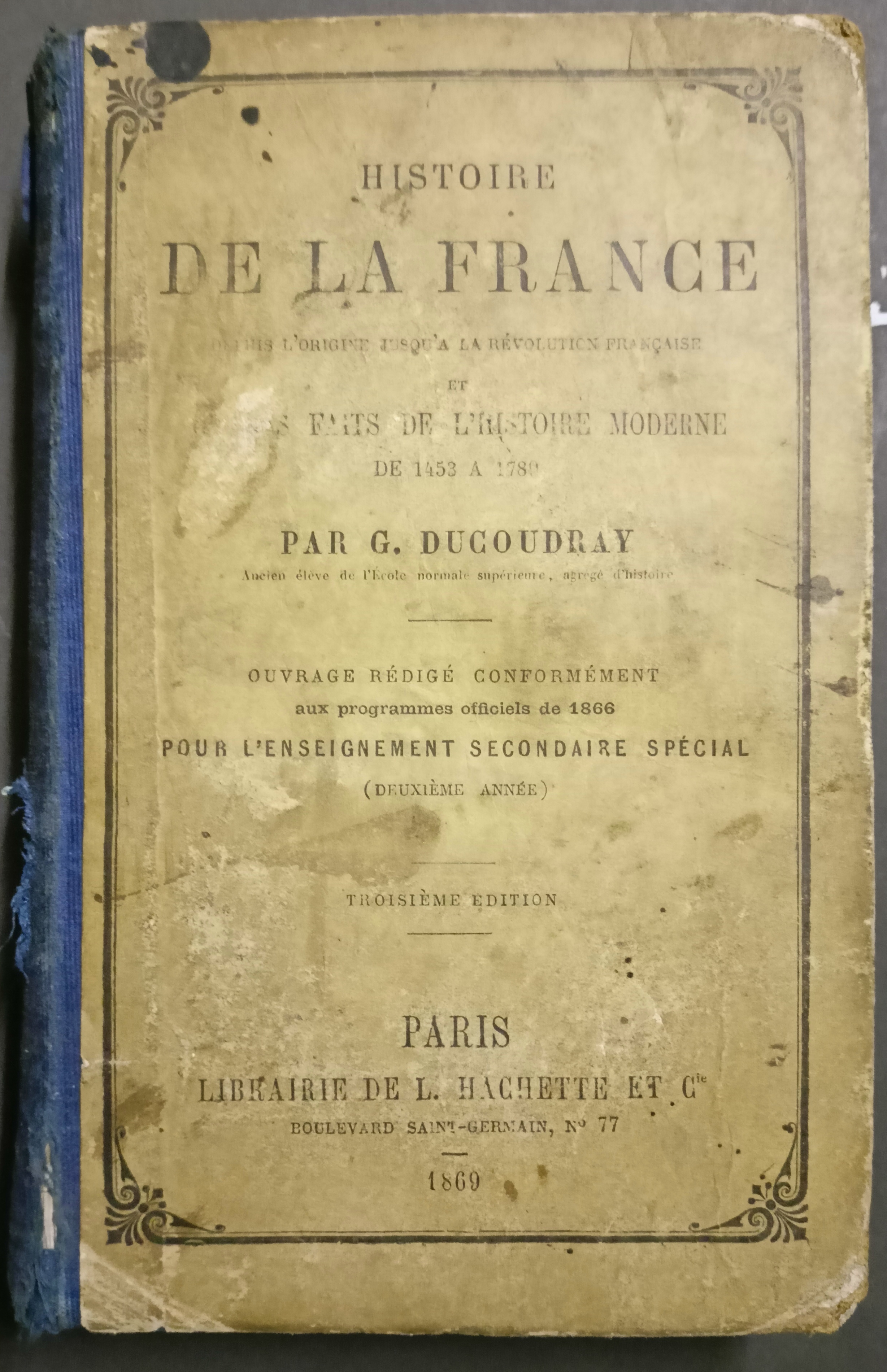
Histoire de la France par G. Ducoudray (1869).

Élève de Victor Duruy au lycée Henri-IV, il entre à l'École normale supérieure en 1858, puis est reçu à l'agrégation d'histoire et de géographie en 1862.
Professeur d'histoire à l'École normale supérieure de Saint-Cloud, Gustave Ducoudray est l'auteur d'ouvrages scolaires traitant notamment de l'Histoire de France.
Il fut également bibliothécaire à la Bibliothèque des sociétés savantes, et membre libre de la Société archéologique de Sens.
L'Institut de France sur proposition de l'Académie française lui décerne le prix Jean-Jacques-Berger en 1902 pour Histoire du Parlement de Paris.

## Publications (sélection)

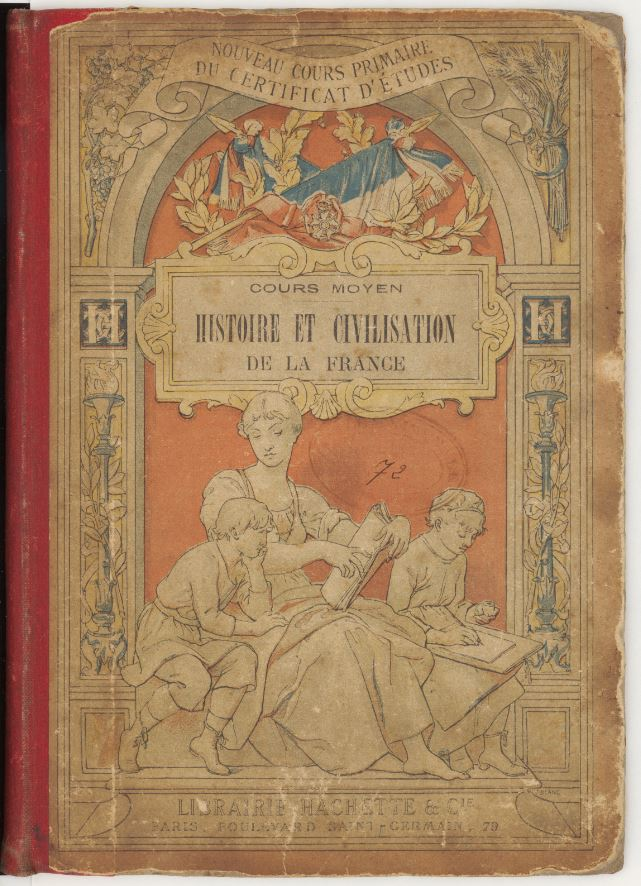
Gustave Ducoudray, Histoire et civilisation de la France, Paris, 1895.

- Simples récits d'histoire de France, Paris, Hachette et Cie, 1877.
- Cent récits d'histoire contemporaine, Paris, Hachette et Cie, 1885.
- Histoire de France et histoire contemporaine de 1789 à la constitution de 1875, Paris, Hachette et Cie, 1888.
- Les origines du Parlement de Paris et la justice aux XIIIe et XIVe siècles, Paris, Hachette et Cie, 1902.